# Churros

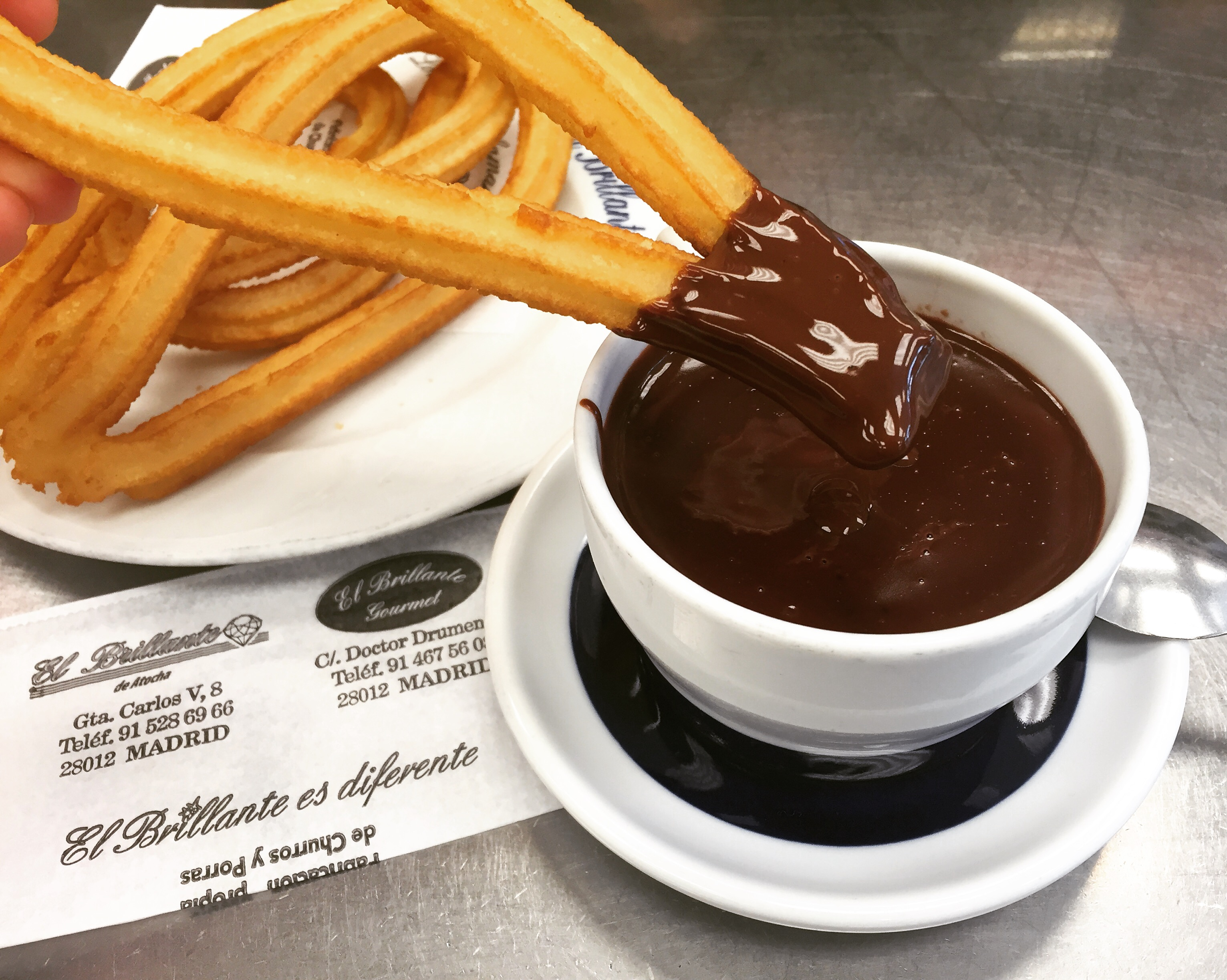
Een bord churros met een kop gesmolten chocolade

Churros, soms aangeduid als de Spaanse donut, is een snack gemaakt van gefrituurd tarwedeeg, soms ook gemaakt van aardappeldeeg, die oorspronkelijk uit Spanje komt.
Ze zijn ook populair in Latijns-Amerika, Frankrijk, Portugal, Marokko, de Verenigde Staten, Australië en Spaanssprekende Caribische eilanden. Er bestaan twee soorten churros in Spanje. De ene soort is dun (en soms geknoopt), de andere is lang en dik (porra).
Churros worden meestal gedoopt in (warme) gesmolten chocolade, die meestal ingedikt is met maïzena tot de churros er recht in blijven staan.